# 小行星1971
小行星1971（1971 Hagihara）是一颗围绕太阳公转的小行星。1955年9月14日，印第安纳大学在摩根县发现了此天体。
該小行星以日本天文學家萩原雄祐命名。
这颗小行星的绝对星等为122.24320等。